# Russell Knipp
Russell Lowell Knipp (* 21. Mai 1942 in Pittsburgh, Pennsylvania; † 9. April 2006 in Santa Ana, Kalifornien) war ein US-amerikanischer Gewichtheber.

## Werdegang
Russell L. Knipp wuchs im Pittsburgher Stadtteil Brookline auf und besuchte dort die South Hills High School. Dort begann er auch mit dem Gewichtheben. Er startete lange für den Pittsburgh Boys Club. Seinen Militärdienst leistete er bei der 4. US-Army in Fort Hood/Texas ab. Im Gewichtheben entwickelte er sich zu einem Spezialisten im Drücken, wozu er durch seinen gedrungenen Körperbau prädestiniert war. Er gehörte fast zehn Jahre lang der Weltspitze an und erzielte mehrere Weltrekorde und 34 US-amerikanische Rekorde im Drücken. Zweimal wurde er Weltmeister in dieser Disziplin.
Nach seiner Militärzeit wirkte er als Prediger und lebte bis zu seinem überraschenden Tod durch einen Herzinfarkt während eines Golfspiels im kalifornischen Santa Ana. Er war beratendes Mitglied der Athleten-Kommission des Olympischen Komitees der USA und Autor vieler Artikel und einiger Bücher über das Gewichtheben.

## Internationale Erfolge/Mehrkampf
(OS = Olympische Spiele, WM = Weltmeisterschaft, Le = Leichtgewicht, Mi = Mittelgewicht, Ls = Leichtschwergewicht)
- 1966, 1. Platz, Nordamerik. Meisterschaft, Mi, mit 432,5 kg, vor Anthony Garcy, USA, 397,5 kg und Kurt Setterberg, USA, 357,5 kg;
- 1966, 4. Platz, WM in Berlin, Mi, mit 435 kg, hinter Wiktor Grigorjewitsch Kurenzow, UdSSR, 450 kg, Waldemar Baszanowski, Polen, 447,5 kg und Werner Dittrich, DDR, 442,5 kg;
- 1967, 1. Platz, PanAm Games, Mi, vor Koji Michi, Brasilien und Luis de Almeida, Brasilien;
- 1967, 3. Platz, Vorolymp. Spiele in Mexiko-Stadt, Mi, mit 445 kg, hinter Kurenzow, 470 kg und Masushi Ōuchi, Japan, 465 kg;
- 1969, 6. Platz, WM in Warschau, Ls, mit 465 kg, hinter Ohuchi, 487,5 kg, Karoly Bakos, Ungarn, 487,5 kg, Boris Selitski, UdSSR, 482,5 kg, Norbert Ozimek, Polen, 475 und Waleri Schari, UdSSR, 472,5 kg;
- 1971, 1. Platz, PanAm Games, Mi, mit 450 kg, vor Abel López, Kuba, 437,5 kg und Stanley Bailey, Trinidad und Tobago, 405 kg;
- 1971, 4. Platz, WM in Lima, Mi, mit 455 kg, hinter Wladimir Kanygin, UdSSR, 472,5 kg, Leif Jensen, Norwegen, 467,5 kg und Anselmo Silvino, Italien, 460 kg;
- 1972, 8. Platz, OS in München, Mi, mit 457,5 kg, Sieger: Jordan Bikow, Bulgarien, 485 kg vor Mohamed Tarabulsi, Libanon, 472,5 kg und Anselmo Silvino, Italien, 470 kg;

## Medaillen Einzeldisziplinen
(wurden seit 1969 vergeben)
WM-Goldmedaillen: 1969, Drücken, Ls - 1971, Drücken, Mi

## USA-Meisterschaften
- 1963, 2. Platz, Le, mit 362,5 kg, hinter Anthony Garcy, 365 kg und vor Kurt Jotzat, 352,5 kg;
- 1965, 2. Platz, Le, mit 370 kg, hinter Homer Brannum, 372,5 kg und vor Larry Mintz, 360 kg;
- 1966, 2. Platz, Mi, mit 417,5 kg, hinter Garcy, 427,5 kg und vor P. St. Jean, 405 kg;
- 1967, 1. Platz, Mi, mit 432,5 kg, vor Garcy, 410 kg und Peter Rawluk, 395 kg;
- 1968, 1. Platz, Mi, mit 432,5 kg, vor Mike Karchut, 420 kg und Rawluk, 420 kg;
- 1969, 2. Platz, Ls, mit 462,5 kg, hinter Karchut, 470 kg und vor Rick Holbrook, 437,5 kg;
- 1970, 4. Platz, Ls, mit 472,5 kg, hinter Karchut, 480 kg, Joseph Puleo, 480 kg und Holbrook, 472,5 kg;
- 1971, 1. Platz, Mi, mit 457,5 kg, vor Fred Lowe, 442,5 kg und Roger Quinn, 422,5 kg;
- 1972, 2. Platz, Mi, mit 442,5 kg, hinter Lowe, 450 kg und vor Ted Ritzer, 392,5 kg;
- 1974, 3. Platz, Ls, mit 302,5 kg (Zweikampf), hinter Tom Hirtz, 307,5 kg und Sam Bigler, 302,5 kg

## Weltrekorde
Im Drücken:
- 150,5 kg, 1966 in York, Mi,
- 152,5 kg, 1966 in York, Mi,
- 153 kg, 1966 in Paris, mi,
- 157 kg, 1967 in Winnipeg, Mi,
- 158,5 kg, 1967 in New York, Mi